# 傅拉瑟號驅逐艦 (DD-20)
傅拉瑟號驅逐艦（舷號DD-20）是一艘隸屬於美國海軍的驅逐艦，為史密夫級驅逐艦的四號艦。她是美軍第二艘以傅拉瑟為名的軍艦，以紀念美國內戰時的合眾國海軍軍官查理·傅拉瑟（Charles W. Flusser）。
傅拉瑟號在1908年於巴斯鋼鐵廠開始建造，在1909年下水服役。接著傅拉瑟號一直留在大西洋執勤。美國參與第一次世界大戰後，傅拉瑟號被派往亞速爾群島及法國海域，掩護協約國商船。戰後傅拉瑟號在1919年退役除籍，並在同年出售拆解。